# 澜沧粘腺果
澜沧粘腺果（学名：Commicarpus lantsangensis）为紫茉莉科粘腺果属下的一个种。